# Hora de España
Hora de España fue una revista cultural de carácter mensual editada en Valencia (capital de la Segunda República en el momento) y, posteriormente, en Barcelona, fundada por intelectuales leales a la Segunda República durante la guerra civil española. Se editaron un total de 23 números, entre enero de 1937 y enero de 1939.
Sus fundadores fueron Rafael Dieste, Antonio Sánchez Barbudo, Juan Gil-Albert, Ramón Gaya y Manuel Altolaguirre. El objetivo declarado en el primer número era dar continuación a la "vida intelectual o de creación artística en medio del conflicto".
A los meses de su fundación, se incorporaron dos nombres de gran altura intelectual a la dirección: María Zambrano y Arturo Serrano Plaja. En el último número, la dirección estaba compuesta por Rafael Alberti, María Zambrano, José María Quiroga Plá y Emilio Prados.
El número y calidad de los colaboradores, algunos más habituales que otros, es muy destacable: Antonio Machado (el más activo a través de heterónimos como Juan de Mairena), León Felipe, José Bergamín, Tomás Navarro Tomás, Rafael Alberti, José Gaos, Dámaso Alonso, José Moreno Villa y Alberto y Rodolfo Halffter.
Tras la entrada en Vinaroz de las tropas franquistas, con el consiguiente cierre de comunicaciones en el mediterráneo republicano, la edición se trasladó de Valencia a Barcelona. El último número (el 23) terminó de editarse a finales de enero de 1939, apenas unos días antes de la caída de Barcelona. Oficialmente no fue distribuido, y "su existencia fue desconocida a la mayoría de los estudiosos y de los mismos redactores y colaboradores". Pero se descubrió mucho más tarde, durante el exilio republicano.
Durante su destierro en México, miembros del llamado "Grupo Hora de España" comenzaron la revista Romance.
De la revista Hora de España, dijo en 1939 Waldo Frank en The Nation de Nueva York: "Hora de España [es], a mi entender, el mayor esfuerzo literario que ha salido de cualquier guerra y prueba de que la lucha de España contra la traición del mundo es el nacimiento de una cultura que no debe morir."
Los números 1-22, y posteriormente el 23, fueron reimpresos en Alemania por Kraus Reprint, 1972. De los 23 números existe un CD-ROM, editado en Valencia por Faximil Edicions Digitals en 2005, y se puede comprar números sueltos en forma digital de Digitalia Hispánica.